# Deksyty
Deksyty (niem. Dixen) – wieś w Polsce położona w województwie warmińsko-mazurskim, w powiecie bartoszyckim, w gminie Górowo Iławeckie. W latach 1975–1998 miejscowość administracyjnie należała do województwa olsztyńskiego.
Przez miejscowość przepływa rzeka Elma, lewy dopływ Łyny.
W 1978 r. w Dekstach było 14 indywidualnych gospodarstw rolnych, gospodarujących na łącznym areale 145 ha. Ulice miały oświetlenie elektryczne i działał punkt biblioteczny. W 1983 we wsi było 17 domów z 83 mieszkańcami.